# 瓦朗蒂讷
瓦朗蒂讷（法語：Valentine，法語發音：[valɑ̃tin]）是法国上加龙省的一个市镇，属于圣戈当斯区。

## 地理
瓦朗蒂讷（43°5'43"N, 0°42'17"E）面积8.03 平方千米，位于法国奧克西塔尼大區上加龙省，该省份为法国西南部内陆省份，西南端与西班牙接壤，自此顺时针与上比利牛斯省、热尔省、塔恩-加龙省、塔恩省、奥德省和阿列日省接壤。
与瓦朗蒂讷接壤的市镇（或旧市镇、城区）包括：阿斯普雷-萨拉、拉巴特里维耶尔、圣戈当、里维耶尔新城。

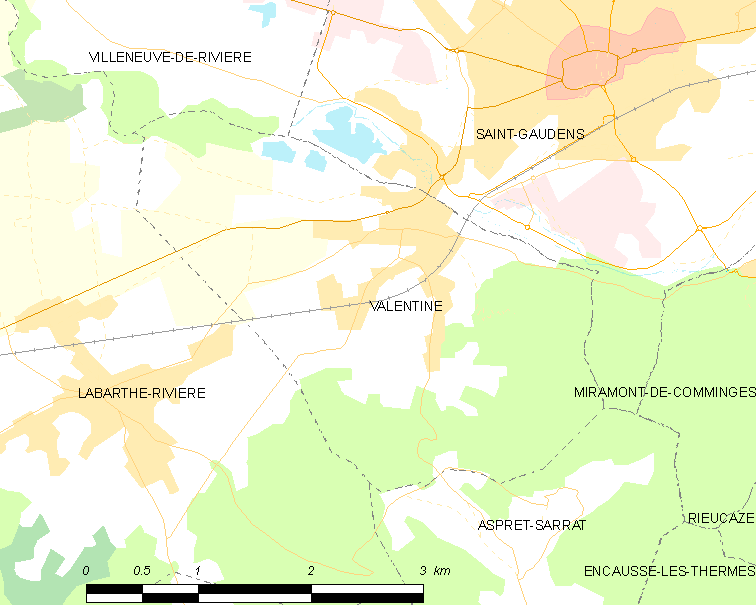
瓦朗蒂讷的OSM定位图

瓦朗蒂讷的时区为UTC+01:00、UTC+02:00（夏令时）。

## 行政
瓦朗蒂讷的邮政编码为31800，INSEE市镇编码为31565。

## 政治
瓦朗蒂讷所属的省级选区为圣戈当县。

## 人口

1962-2008年间瓦朗蒂讷人口变化图示

瓦朗蒂讷于2022年1月1日时的人口数量为875人。